# Samaria, La Independencia
Samaria är en ort i Mexiko.   Den ligger i kommunen La Independencia och delstaten Chiapas, i den sydöstra delen av landet, 900 km öster om huvudstaden Mexico City. Samaria ligger 1 591 meter över havet och antalet invånare är 165.
Terrängen runt Samaria är platt åt sydväst, men åt nordost är den kuperad. Runt Samaria är det ganska glesbefolkat, med 43 invånare per kvadratkilometer. Närmaste större samhälle är Las Margaritas, 15,3 km nordväst om Samaria. I omgivningarna runt Samaria växer huvudsakligen savannskog.